# سد میانج
 سد میانج  یکی از سدهای در حال بهره‌برداری استان زنجان است.